# Трифторсилан
Трифторсилан — неорганическое соединение,
фторпроизводное моносилана с формулой SiHF3,
бесцветный газ.

## Получение
- Фторирование трихлорсилана фтором в присутствии катализатора:

{\displaystyle {\mathsf {2SiHCl_{3}+3F_{2}\ {\xrightarrow {SbF_{3},SbCl_{5}}}\ 2SiHF_{3}+3Cl_{2}}}}
- Фторирование трихлорсилана трифторидом сурьмы в присутствии катализатора:

{\displaystyle {\mathsf {SiHCl_{3}+SbF_{3}\ {\xrightarrow {SbF_{5}}}\ SiHF_{3}+SbCl_{3}}}}

## Физические свойства
Трифторсилан образует бесцветный газ.

## Химические свойства
- При длительном хранении диспропорционирует:

{\displaystyle {\mathsf {4SiHF_{3}\ {\xrightarrow {}}\ 3SiF_{4}+SiH_{4}}}}
примесь фтористого водорода сильно ускоряет реакцию.
- Реагирует с фторидами щелочных металлов:

{\displaystyle {\mathsf {4SiHF_{3}+6NaF\ {\xrightarrow {}}\ 3Na_{2}SiF_{6}+SiH_{4}}}}